# Haunted Poland
Haunted Poland (în poloneză Nawiedzona Polska) este un film horror din anul 2011 produs de "Maso & Co Productions". Ewelyn și Pau sunt un cuplu de douăzeci și jumătate de ani care au reședința în Statele Unite ale Americii. Într-o vară, cei doi călătoresc spre Europa, vizitând orașul natal al fetei, Chodecz din Polonia. La început, lucrurile merg grozav, Ewelyn își întâlnește bunicile și rudele, și vizitează cimitirul unde părinții ei sunt îngropați. Cum săptămânile trec, tot mai multe fenomene stranii încep să apară. Cuplul este amenințat, ajungând să se teamă pentru viața lor.

## Descriere
În 2011, un cuplu ce trăiește în America, Ewelyn și Pau, călătoresc spre Polonia pentru a cunoaște familia fetei. Aceasta își întâlnește rudele, iar cu trecerea timpului tot mai multe fenomene stranii încep să apară, punându-le viața în pericol.

## Actori
- Ewelina Lukaszewska - Ewelyn
- Pau Masó - Pau
- Irene González - Irene
- Dominik Lukszewski - fratele lui Ewelyn

## Premiera
Filmul a fost lansat în Polonia la data de 3 septembrie 2012.